# 吉田定之助

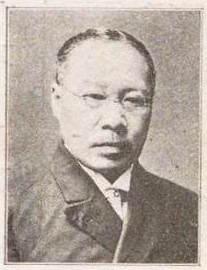
吉田定之助

吉田 定之助（よしだ さだのすけ、1857年10月1日（安政4年8月14日）- 1918年（大正7年）9月20日）は、明治から大正前期の実業家、政治家。衆議院議員、福島県会議長。

## 経歴
陸奥国岩瀬郡、のちの福島県岩瀬郡須賀川町（現須賀川市）で、吉田勝太郎の長男として生まれる。私塾で学んだ。
1889年（明治22年）2月、家督を相続し、以降、須賀川町会議員に8期在任。岩瀬郡会議員、福島県会議員、同議長、破産管財人、所得税調査委員なども務めた。1912年（明治45年）5月、第11回衆議院議員総選挙（福島県郡部、立憲政友会）で当選し、1915年（大正4年）3月の第12回総選挙（福島県郡部、立憲政友会）では次点で落選し、衆議院議員に1期在任した。
実業界では金融業を営み、1906年（明治39年）須賀川電気を設立して社長に就任し、須賀川銀行頭取も務めた。岩瀬郡外五郡座繰製糸合同販売東北社組合を設立して常任理事となり生糸共同販売を進め、岩瀬郡二町十二ヶ村販売購買組合を設立して組長に就任し農産物保管の便宜を図った。その他、大日本蚕糸会特別会員などを務めた。